# ادیت زرتال

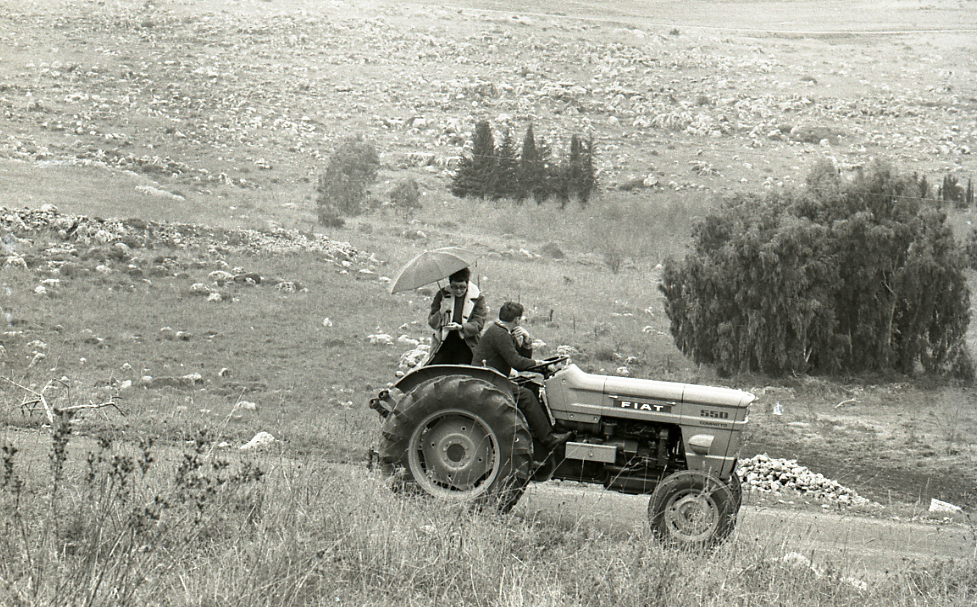
ایدیت زرتال سوار بر تراکتور در سال 1970

ایدیت زرتال (به عبری: עדית זרטל) (متولد ۱۹۴۵) مورخ اسرائیلی است که یکی از «مورخان نوین» به‌شمار می‌رود.

## کتابشناسی
- از فاجعه تا قدرت: بازماندگان هولوکاست و ظهور اسرائیل، برکلی، انتشارات دانشگاه کالیفرنیا، ۱۹۹۸،شابک ‎۰۵۲۰۲۱۵۷۸۸
- هولوکاست اسرائیل و سیاست ملت، کمبریج، انتشارات دانشگاه کمبریج، ۲۰۰۵،شابک ‎۰۵۲۱۸۵۰۹۶۷
- اربابان سرزمین: جنگ بر سر شهرک‌سازی اسرائیل در سرزمین‌های اشغالی، ۱۹۶۷–۲۰۰۷، با آکیوا الدار،[۲][۳] نیویورک، نیشن بوکس، ۲۰۰۷،شابک ‎۱۵۶۸۵۸۳۷۰۲